# Haverford College
Haverford College és una universitat privada, amb coeducació en els colleges d'arts liberals a la universitat dels Estats Units. Està situada a Haverford, Pennsilvània, un suburbi de Filadèlfia. Tots els estudiants del college són estudiants de pregrau, i gairebé tots resideixen al campus.
Aquest College va ser fundat l'any 1833 per membres de la zona de la Reunió Anual de Filadèlfia de la Societat Religiosa d'Amics (Quakers) per assegurar una educació basada en els valors de Quaker per als joves. Encara que la universitat ja no té una afiliació religiosa formal, la filosofia Quaker encara influeix en la vida del campus. Originalment era una institució masculina, Haverford va començar a admetre estudiants de transferències femenines en la dècada de 1970 i es va convertir totalment en coeducativa el 1980. Actualment, més de la meitat dels estudiants d'Haverford són dones. Durant la major part del segle xx, la matrícula total de Haverford es va mantenir per sota dels 300 persones, però el college va passar per dos períodes d'expansió durant i després dels anys 70, i la seva inscripció actual és de 1.290 estudiants.
Actualment, Haverford ofereix als seus estudiants una àmplia gamma d'opcions educatives i una gran flexibilitat a l'hora d'escollir les seves àrees d'estudi o especialització. La universitat ofereix un Bachelor of Arts i un grau de Bachelor of Science en 31 majors a través de humanitats, ciències socials i ciències naturals.
Haverford College és un membre del Tri-College Consortium i del Quaker Consortium ("Penn-Pal").
Aquest college ha produït tres premis Nobel i 6 receptors del Pulitzer Prize.